# Oedipodrilus cuetzalanae
Oedipodrilus cuetzalanae är en ringmaskart som beskrevs av Holt 1984. Oedipodrilus cuetzalanae ingår i släktet Oedipodrilus och familjen Cambarincolidae. Inga underarter finns listade i Catalogue of Life.